# X:en
X:en var namnet på den första X-men-serietidningen i Sverige, utgiven av Semic Press 1984–1985. Liksom övriga superhjälteserier som gavs ut under denna period försvenskades gruppens namn. Tidningen gjorde ingen större succé och kom ut i totalt 11 nummer (tre stycken 1984 och resten 1985) samt ett julalbum (1986).
X:en innehöll främst avsnitt av Chris Claremont och John Byrne, men publicerade även några klassiska äventyr av Roy Thomas och Neal Adams, samt Len Wein och Dave Cockrum.
 Artikeln var, i den version den hade den 18 mars 2006, helt eller delvis hämtad från Seriewikin (hos Seriefrämjandet): X:en